# Torkontrolle
Eine Torkontrolle ist eine Untersuchung und Durchsuchung der von Arbeitnehmern mitgeführten Sachen durch den Arbeitgeber. Durch Torkontrollen soll der Diebstahl von Eigentum des Arbeitgebers verhindert oder aufgeklärt werden. Sie werden üblicherweise am Werkstor durchgeführt. Daher leitet sich auch ihre Bezeichnung ab. Weil bei Torkontrollen auch mitgeführte Taschen durchsucht werden, spricht man auch von Taschenkontrollen.
Torkontrollen greifen in die Privatsphäre der betroffenen Arbeitnehmer ein. Bringt der Arbeitgeber durch die Kontrolle zudem zum Ausdruck, dass er dem Arbeitnehmer nicht uneingeschränkt vertraut, so beeinträchtigt er auch das Ehrgefühl der kontrollierten Person.
Nach Auffassung des Bundesarbeitsgerichts sind Torkontrollen trotzdem rechtlich zulässig, solange der Arbeitgeber den Verhältnismäßigkeitsgrundsatz beachtet: Torkontrollen müssen im Einzelfall geeignet und erforderlich sein, um Diebstähle zu verhindern oder aufzuklären. Es darf keine milderen Maßnahmen geben. Außerdem dürfen Torkontrollen nicht in unverhältnismäßigem Umfang oder mit unverhältnismäßiger Intensität erfolgen. Eine Stigmatisierung der kontrollierten Arbeitnehmer muss so weit wie möglich vermieden werden.
Torkontrollen betreffen eine „Frage zur Ordnung des Betriebs“ gemäß § 87 Abs. 1 Nr. 1 Betriebsverfassungsgesetz und unterliegen deshalb der Mitbestimmung des Betriebsrats. Üblicherweise werden die Zulässigkeit und die Durchführung von Torkontrollen daher in Betriebsvereinbarungen geregelt.